# رایوو نومیک
رایوو نومیک (استونیایی: Raivo Nõmmik؛ زادهٔ ۱۱ فوریهٔ ۱۹۷۷) بازیکن فوتبال اهل استونی بود.
از باشگاه‌هایی که در آن بازی کرده‌است می‌توان به باشگاه فوتبال تالینا کالو اشاره کرد.
وی همچنین در تیم ملی فوتبال استونی بازی کرده‌است.